# Malmö FF:s historia
Den här artikeln innehåller Malmö FF:s historia. Malmö FF är en svensk fotbollsklubb grundad 1910.
1905 grundades BK Idrott, förlagan till Malmö FF, vilka spelande i blåvitrandiga tröjor. Efter fyra, på lokal nivå, framgångsrika första år inbjöds BK Idrott att ansluta sig till IFK Malmö för att utgöra dess fotbollssektion. Samarbetet mellan arbetarna från BK Idrott och IFK Malmös överklass ledde dock till många konflikter. Året därpå, 1910, uppgick även dåvarande Malmö BI (inte att förväxla med nutidens Malmö BI) i IFK Malmös fotbollssektion vilket eskalerade missnöjet.
19 personer från BK Idrott valde att begära utträde ur IFK Malmö och starta en egen fotbollsförening. Detta skedde den 24 februari 1910 och innebar födseln för Malmö Fotbollförening. Till ordförande valdes Werner Mårtensson. Under året i IFK Malmö spelade laget (troligtvis) i svartvitrandiga tröjor men bytte nu till rödvitrandiga (jämför dagens bortatröjor). Först 1920 bytte föreningen till att spela i ljusblåa tröjor (1922 blev ljusblått officiell tröjfärg).
De nitton som grundade BK Idrott och som senare bröt sig ur IFK Malmö för att starta Malmö FF var: Werner Mårtensson, Fritz Landgren, Ludvig Törnqvist, Bror Hansson, Emil Hansson, Alfred Mårtensson, Oscar Persson, Ivan Malmberg, Hjalmar Nilsson, Erik Rundqvist, Knut Björklund, Axel Borgström, Bertin Nilsson, Carl Granqvist, Frans Granqvist, Eben Lindkvist, Arvid Thulin, Edvin Göransson och Carl Persson.
1922 bröt sig Malmö FF:s reservlag ur föreningen och startade en egen klubb, BK Lydia, som sedermera blev LM-74 genom en fusion med IK Marathon och som idag spelar under namnet Lilla Torg FF.

## Allsvensk debut
Säsongen 1931/1932 spelade MFF för första gången i allsvenskan, men säsongen 1933/1934 uteslöts klubben för att inte ha följt amatörbestämmelserna. Från säsongen 1936/1937 återvände laget till Allsvenskan, där man spelade fram till 1999. Efter ett år i Superettan återkom klubben 2001 till högsta serien.
Den största ledaren i föreningen var Eric "Hövdingen" Persson som ledde Malmö FF 1937-1975. Eric Persson kom under närmare fyrtio år att vara klubbens starke man. Under Perssons ledning växte Malmö FF fram som en av Sveriges storklubbar. Persson satt även med i svenska landslagets uttagningskommitté.

## 1943-1952 Medaljtyngda år
Efter att ha inlett 1940-talet med placeringarna 10-8-5-5, kom MFF:s första allsvenska serieseger säsongen 1943-44. Den näst sista och avgörande matchen var en "seriefinal" mot AIK på Råsunda och slutade med seger 2-1, och därmed var guldet erövrat. Laget var så påfallande ungt att det under några år hade kallats "Baby team". De flesta av spelarna skulle komma att ingå i klubbens bästa uppställning någonsin, den som tog tre raka guld och som utan förlust vann Allsvenskan 1949-1950. Från och med den första seriesegern var MFF etablerat i allsvenskans absoluta topp. 1940-talet avslutades med placeringarna 3-2-3-2-1. Stormaktstidens MFF mönstrade ett manskap, som sent skall glömmas: Helge "Gripen" Bengtsson, Hasse Malmström, Erik Nilsson, Kjell Rosén, Sture Mårtensson, Kjell Hjertsson, Egon "Hemliga" Jönsson, Calle Palmér, Ingvar Rydell, Sven Hjertsson, Börje Tapper, Arne Hjertsson, Ingvar Gärd och Stellan Nilsson.

## Allsvenska rekordsviten säsongerna 1949/50 och 1950/51
Malmö FF vann säsongen 1949/1950 sitt tredje mästerskap med rekordsiffror. Vid allsvenskans slut hade MFF spelat 22 matcher med 20 vunna, 2 oavgjorda och 0 förlorade. Målskillnaden var 82-21 och med 42 inspelade poäng var avståndet till Jönköpings Södra på andraplats, 15 poäng.

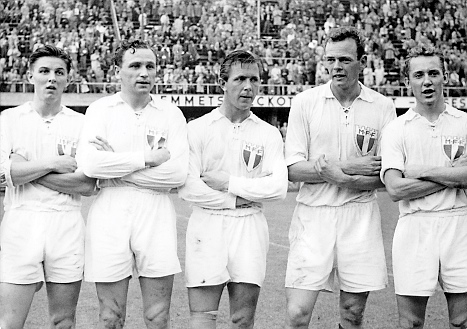
Malmö FF:s drömkedja 18 augusti 1954.

Malmö FF vann även 1950/1951 års allsvenska mästerskap med stor marginal, 9 poäng före den sensationella nykomlingen Råå IF. Mellan den 6 maj 1949 och den 3 juni 1951 spelade MFF 49 allsvenska matcher i följd utan förlust, varav 23 segrar i följd (15 maj 1949 till 7 maj 1950).
Det lag som bröt den rekordlånga förlustfria sviten var AIK, som  den 3 juni 1951 på Råsunda, i säsongens sista match, besegrade MFF med 1-0. Malmö FF:s rekordsvit påbörjades efter en förlust, 0-3 mot just AIK på Råsunda den 1 maj 1949.

## 1953-1959  Föryngring och fortsatta framgångar
Redan till säsongen 1952/1953 hade MFF skapat en helt nytt anfall av unga talanger. Kedjeformationen: Charles Gustavsson, Henry Thillberg, Nils-Åke "Kajan" Sandell, Bengt Lindskog och Bertil "Klumpen" Nilsson bidrog starkt till att laget återigen kunde vinna guld 1953 och till att bärga stora silvret såväl 1956 som 1957. Den målfarliga kvintetten kom även att bilda stommen i det svenska landslagets anfall under några år i mitten av 1950-talet.

## 1960- och 1970-talens dominans

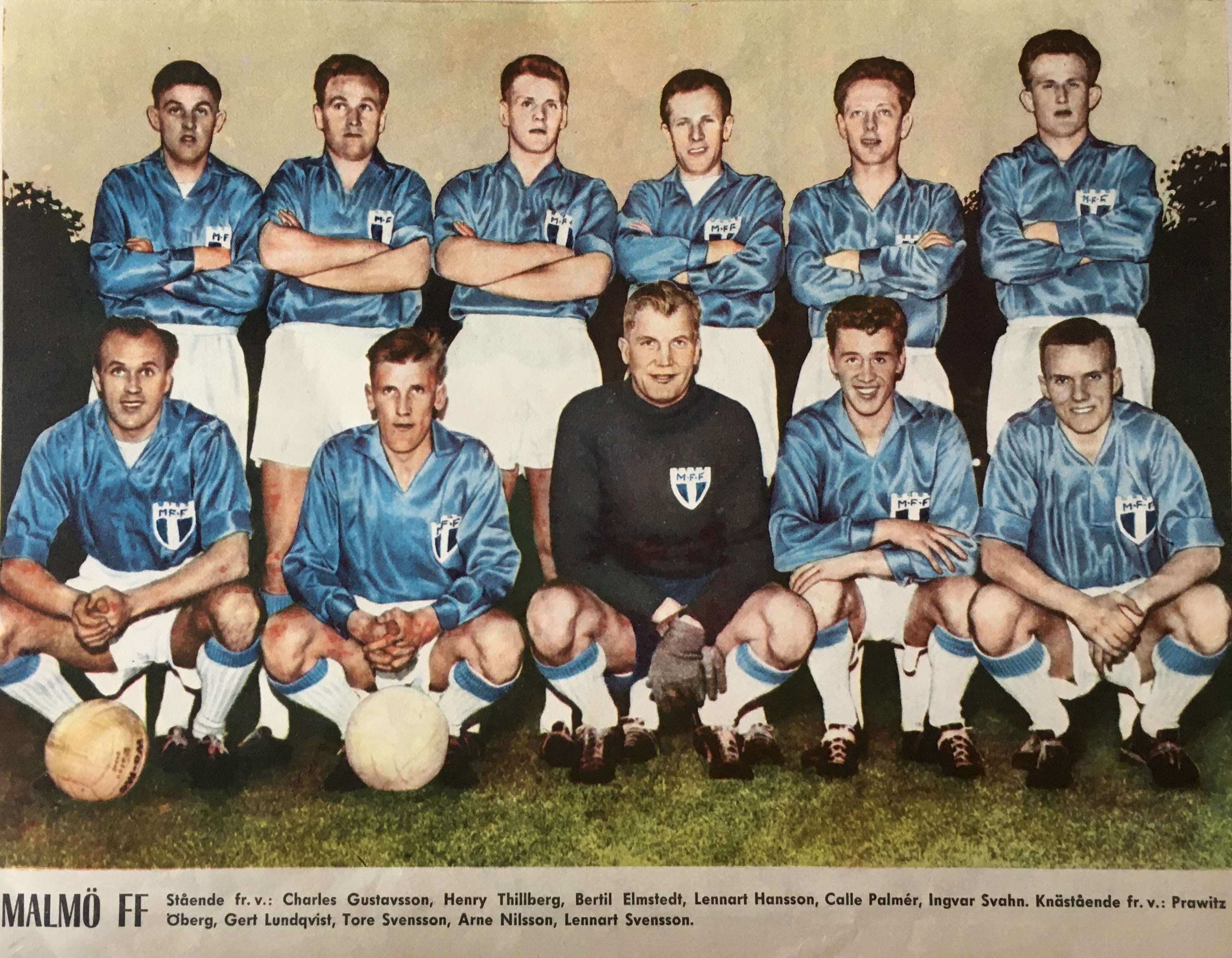
Malmö FF:s lag 1960 med bland andra Henry Thillberg, Bertil Elmstedt, Calle Palmér, Ingvar Svahn, Prawitz Öberg och Tore Svensson.

Under slutet av 1960-talet inleddes Malmö FF:s storhetstid då klubben dominerade svensk fotboll och fick fram en rad landslagsspelare med den störste i mittfältaren Bosse Larsson. Laget tränades av Antonio Duran som satsade på att utveckla spelarnas fysik genom hårda löppass i Pildammsparken. Många är de spelare som vittnat om Durans hängivenhet och engagemang för sina spelare. Duran ledde MFF till fyra SM-guld och tre andraplatser.
1965 vann man allsvenskan för första gången på tolv år. Då hade man 1964 tappat guldet på mållinjen. Djurgården säkrade ligasegern när man i slutskedet av sin match slog in en straff. 1967 vann MFF återigen Allsvenskan. Bosse Larsson hade gått till Stuttgart och laget ansågs försvagat och hade föregående år bara kommit på plats nio. Utropstecknet var Dag Szepanski som blev skyttekung med 22 mål. 19 av målen kom på pass från Ingvar Svahn. 
Under 1970-talet tog klubben en rad SM- och cupguld. 1974, 1975 och 1977 tog man dubbeln. I landslaget spelade under 1970-talet Malmö-profiler som Staffan Tapper, Bosse Larsson, Krister Kristensson, Roy Andersson, Jan Möller och Thomas Sjöberg. 1974 anlände Bob Houghton som ny huvudtränare. Tränaren Houghtons defensiva zonspel med hög press som spelidé kom att dominera svensk fotboll för decennier framåt. Lagledare var Egon Jönsson.
1979 markerade toppen för Malmö då man tog sig ända fram till final i Europacupen för mästarlag. För den prestationen tilldelades Malmö FF Svenska Dagbladets guldmedalj 1979. På vägen till finalen slog man ut AS Monaco, Dynamo Kiev, Wisla Krakow och Austria Wien. I finalen som spelades på Olympiastadion i München saknades en rad nyckelspelare i MFF. Bosse Larsson och Roy Andersson var skadade och Krister Kristensson som hoppat in i semifinalen hade gått tillbaka till Trelleborgs FF. I finalen tvingades sedan lagkaptenen Staffan Tapper att gå av skadad efter 30 minuter. Malmö förlorade finalen mot engelska mästarna Nottingham Forest FC med matchens enda mål.
1975 efterträdde Hans Cavalli-Björkman Eric Persson som ordförande.

## 1980-talet: Topplaceringar och nya SM-guld
Under andra halvan av 1980-talet dominerade Malmö FF tillsammans med IFK Göteborg den svenska klubbfotbollen. Malmö FF vann Allsvenskan fem år i rad (1985-1989) vilket är rekord, men erhöll inte SM-tecknet mer än två gånger, 1986 och 1988, på grund av dåtidens modell med SM-slutspel efter serien. I mitten av 1980-talet värvades en ny generationen spelare till laget som Jonas Thern, Stefan Schwarz, Joakim Nilsson och Martin Dahlin. 1988 vann klubben SM med Martin Dahlin som allsvensk skyttekung.
Under 1990-talet nådde MFF ofta topplaceringar i Allsvenskan utan att någonsin nå ända fram.

## 1999-2001: Degradering och nystart
1998 var man i den ovana situationen att få kämpa för att hänga kvar med de gamla spelarna Thomas Sjöberg och Roland Andersson som tränare. 1999 blev MFF nedflyttat efter över 60 år i Allsvenskan och fick spela säsongen 2000 i Superettan.
En ung talang med stort självförtroende vid namn Zlatan Ibrahimović fick allt mer uppmärksamhet både på planen och i media och förlängde kontraktet med MFF; detta trots degraderingen till Superettan och bud från AFC Ajax. Väl tillbaka i högsta serien såldes Ibrahimović för 82,5 miljoner kronor vilket gav klubben goda ekonomiska förutsättningar att åter bli ett topplag i Allsvenskan. I filmen Blådårar 2 är klubbens återtåg till allsvenskan dokumenterat med bland andra en ung Zlatan Ibrahimović medverkande.

## 2002-2004: Vägen till SM-guld
Hasse Borg blev sportchef. Peter Ijeh förvärvades till anfallet inför säsongen 2001 och Niklas Skoog inför 2002 och de båda vann skytteligan var sitt år. Även mittbacken Daniel Majstorovic förstärkte truppen 2001. Laget slutade på andra plats 2002 och på tredje plats året efter. Inför säsongen 2004 förstärktes truppen ytterligare med brassen Afonso Alves, samma år visades ytterligare en offensiv talang upp men på grund av konkurrensen fick inte Markus Rosenberg plats i startelvan utan lånades ut till Halmstads BK.
Hösten 2004 vann klubben SM-guld igen. Malmös stjärnspäckade trupp kunde efter en rafflande sista omgång säkra guld via 1-0 hemma på Malmö Stadion mot IF Elfsborg. Segermålskytt och SM-hjälte var Jon-Inge Höiland. Det var inte det enda utmärkande för detta året utan man lyckades även få ett publiksnitt på över 20 000, en siffra som är få svenska klubbar förunnad.
2004 tilldelades klubben också Sydsvenska Dagbladets pris Skånebragden.

## 2005-2006: Nyförvärv och stora förväntningar men utan framgång
2005 fick Malmö FF, i egenskap av svenska mästare året innan, chansen att kvala in till UEFA Champions League. Malmö vann mot Maccabi Haifa i den för Malmö första kvalomgången (3-2, 2-2) men förlorade mot FC Thun (0-1, 3-0). MFF ersatte Markus Rosenberg med bland andra den finländske landslagsspelaren Jari Litmanen. En femteplats i allsvenskan gjorde att man missade chansen till Royal League-spel under hösten.
MFF öppnade säsongen 2006 med nye tränaren Sören Åkeby svagt, man vann bara en seger i de fem första omgångarna. Till ljusglimtarna hörde Jari Litmanen. 
Under VM-uppehållet lämnade Afonso Alves och Jon Jönsson klubben. Malmö gjorde dock klart med nyförvärv i finländaren Jonatan Johansson och brassarna Junior och Gabriel. Åkeby gjorde Landskrona-förvärvet Jonas Sandqvist till förstemålvakt och Mattias Asper lämnade MFF. 
Under hösten producerade Malmö FF många mål men tappade ledningen i flera matcher. Johansson hann göra 11 mål och kom trea i Skytteligan. Under hela säsongen blev det 6 segrar och lika många förluster.

## 2007: Jimmy Dixon förstärkte och Sören Åkeby lämnade klubben
Med Jonatan Johansson, Junior, Niklas Skoog och Marcus Pode i anfallet, nyförvärvet Jimmy Dixon som mittback, Jonas Sandqvist som målvakt och en lång vinter utan turneringar och därmed gott om träningstid såg det lovande ut för MFF. Men när Allsvenskan drog igång gjorde MFF ett mål framåt i 11 av de första 12 matcherna. Resultatet blev alltför många oavgjorda (1-1) och förlorade (1-2) matcher.
Mot slutet av säsongen ekade kraven på Sören Åkebys avgång allt högre  från läktarna. Sören Åkeby fortsatte som tränare säsongen ut men kontraktet förlängdes inte. Den egna produkten Marcus Pode såldes till klubben FC Nordsjælland i juni. Jari Litmanen som hade problem med skador lämnade klubben i augusti. Efter säsongen lämnade Yksel Osmanovski klubben efter lång och trogen tjänst då ett nytt kontrakt inte kunde enas om med klubben. Ny tränare inför säsongen 2008 blev Roland Nilsson.

## 2008: Mellansäsong för Malmö FF

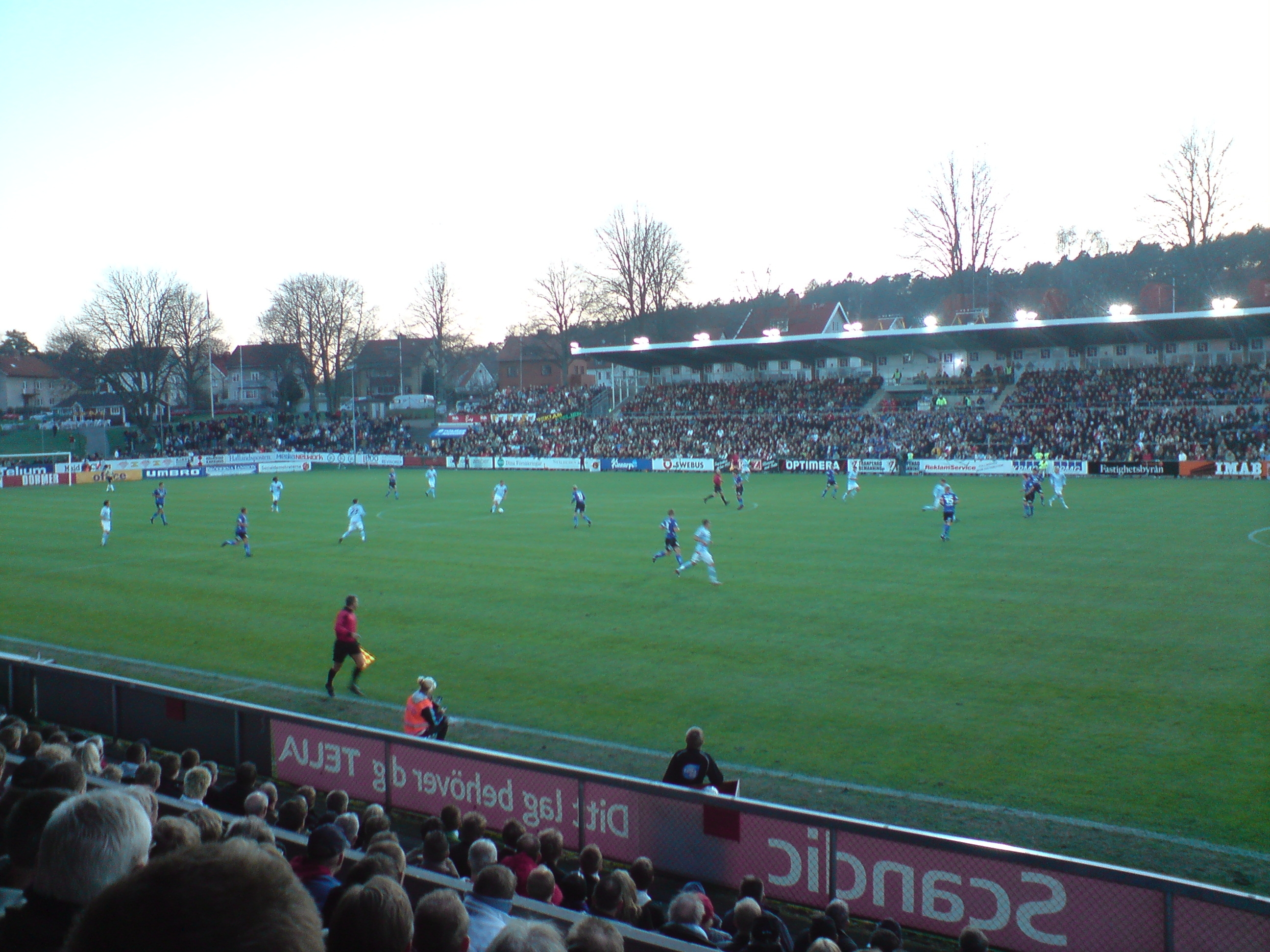
Malmö FF spelar mot Halmstads BK på Örjans vall. 21 april 2008

MFF började bra genom att spela lika de första matcherna i säsongen. Fram till EM-uppehållet såg det bra ut, men därefter hände något. Malmö FF hade stora problem och låg som sämst på 12:e plats. Efter en mycket stark upphämtning på slutet (de tog poäng i alla de sju sista matcherna) lyckades man sluta på en sjätte plats. Sista matchen spelades på hemmaplan mot GIF Sundsvall som behövde vinna för att få kvala sig kvar i Allsvenskan. MFF vann med 6-0. Sundsvall tränades av bland andra förre MFF-tränaren Sören Åkeby och liksom i sista matchen året innan ropade MFF-klacken Avgå Akeby!.

## 2009: Lämnar Malmö Stadion för nybyggda Swedbank Stadion
I sista stund till Allsvenskan, 1 april presenterades Wilton Figueiredo som Malmö FF:s nya spelare på ett 4-årskontrakt med klubben. Den 13 april 2009 lämnade Malmö FF anrika Malmö Stadion för att istället ta Swedbank Stadion i bruk. Man började säsongen starkt med 3 raka segrar men sen började problemen. Man hade ofta ett rejält spelövertag men lyckades inte skapa tillräckligt med bra målchanser, och de få man fick brände man. Det såg riktigt illa ut, men vändningen kom (precis som förra året) efter matchen hemma mot HIF. Spelarna visade äntligen lite hjärta och folk började ana en vändning. Nu radade man upp segrar, det kände som att en Europa-plats var inom räckhåll, men tyvärr gjorde man ett par dåliga matcher i slutet vilket gjorde att det slutade med en 7:e plats och besvikelse. Den 16 oktober 2009 meddelade Malmö FF att Hasse Borg lämnar klubben efter sammanlagt 25 års tjänstgöring, varav de senaste åren som sportchef.

## 2010: 100 år och SM-guld

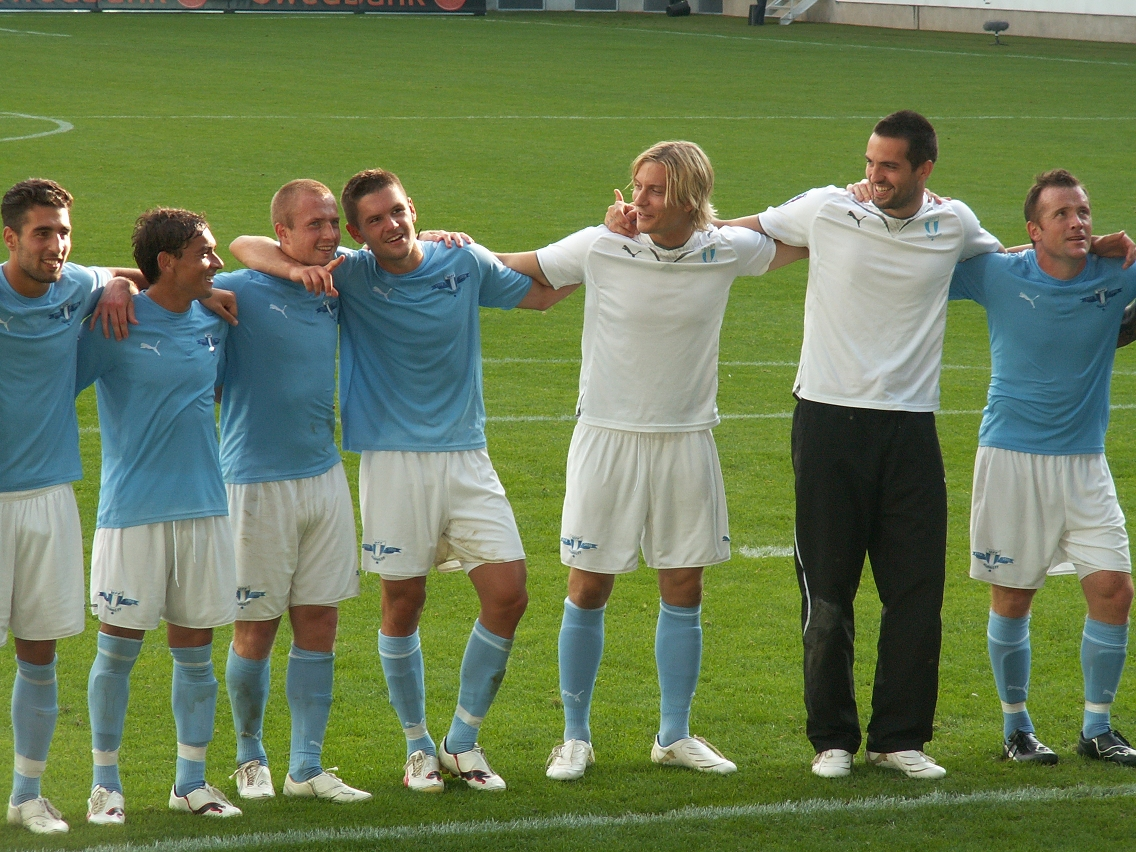
Malmö FF efter hemmaseger mot Gefle IF 15 augusti, 2010.

Den 24 februari 2010 fyllde klubben 100 år. Bengt Madsen lämnade över ordförandeklubban till Håkan Jeppsson, man införde även en ny organisation där bland annat förre MFF-spelaren och förre förbundskaptenen Roland Andersson ingår. Josep Clotet Ruiz introducerades som ny assisterande tränare och efterträder Hans Gren. Spelartruppen förstärktes även med vänsterbacken och tidigare MFF-spelaren Joseph Elanga. I övrigt lyckades man behålla större delen av spelarkåren från förra året och MFF gör en mycket bra vårsäsong och går till sommarvila som tvåa i tabellen efter Helsingborgs IF. En spelare som försvinner under sommaruppehållet är Robert Åhman-Persson som går till AIK. Efter skadeproblem i backlinjen förstärker man truppen under hösten med portugisen Yago Fernández. I den sista omgången av Allsvenskan 2010 vann MFF med 2-0 över Mjällby, vilket betydde att MFF stod som seriesegrare och Svenska Mästare 2010. Detta med 2 poängs marginal ner till HIF som fick oavgjort hemma i sin sista match. I matchen mot Mjällby sattes också nytt publikrekord med 24 148 åskådare på Swedbank Stadion.
I samband med 100-årsfirandet har det på hemmamatcherna anordnats tifon med anknytning till Malmö FF:s historia av tifo-föreningen MT96, under ledning av Henrik Larsson, ej att förväxla med fotbollsspelaren. Detta är något som varit mycket uppskattat bland supportrarna.
Stor guldfest hölls dagen efter SM-guldet på Stortorget där uppskattningsvis 20 000 personer mötte upp för att hylla laget.
Den 9 november presenterades Per Ågren, tidigare MFF-spelare, som ny sportchef i föreningen.
I december månad blev det klart att Josep Clotet Ruiz lämnade klubben för huvudtränarjobbet i Halmstads BK, detta med omedelbar verkan. Under samma tidsperiod förlängs kontraktet med Jeffrey Aubynn och Yago Fernández på ett år, samtidigt som Tobias Malm flyttas upp från U-laget till A-laget och Joseph Elanga inte fick förlängt kontrakt.

## 2011: Roland Nilsson lämnar och ersätts av Rikard Norling, gruppspel i Europa League
Säsongen 2011 inledde Malmö FF det Allsvenska seriespelet med fyra raka segrar, men sedan följde ett antal oavgjorda matcher och förluster. Hemmamötet med Helsingborgs IF den 24 maj fick avbrytas då en supporter ur MFF-klacken sprang in på planen och attackerade HIF:s målvakt Pär Hansson, i samband med att HIF tagit ledningen i matchen. Matchen kom aldrig att återupptas, och HIF dömdes senare som segrare med slutresultatet 0-3.
Under vintern-våren 2011 hade det börjat gå rykten om att MFF:s huvudtränare Roland Nilsson var på väg till FC Köpenhamn, vilket också visade sig vara sant. Nilssons avgång meddelades i slutet av mars, varpå denne lämnade MFF i maj 2011 och ersattes av Rikard Norling. MFF fortsatte att blanda och ge i Allsvenskan, med såväl hemmasegrar mot Kalmar FF och IFK Norrköping som oavgjorda matcher samt bortaförluster mot AIK och Gais.
I juli påbörjade Malmö FF kvalspelet till Champions League genom att gå in i den andra kvalomgången och där slå ut HB med hemmaseger (2-0) och 1-1 på bortaplan. I den tredje kvalomgången följde sedan en mycket oväntad bortaseger med 1-0 mot det skotska storlaget Rangers. MFF:s mål gjordes av Daniel Larsson efter förarbete av Jimmy Durmaz och Wílton Figueiredo. I returmötet på Swedbank Stadion tog Rangers ledningen, men i den 80:e minuten sköt Jiloan Hamad in 1-1, vilket också blev matchens slutresultat och MFF var därmed vidare till playoff, kvalspelets sista omgång.
I playoff väntade kroatiska Dinamo Zagreb, som besegrade MFF med 4-1 i det första mötet. MFF:s mål i Zagreb gjordes av Agon Mehmeti på en passning från Markus Halsti. I returen på Swedbank Stadion i Malmö var ställningen länge 0-0, tills Wílton Figueiredo skruvade in en frispark i den 69 minuten. Därefter följde en tilltagande press från MFF:s sida, där den unge mittbacken Pontus Jansson rakade in 2-0 i matchminut 86. Med endast ett ynka mål kvar till att nå gruppspel i Champions League låg MFF på intensivt under matchens slutminuter för att få in ett mål som skulle betytt 3-0 och avancemang, men när slutsignalen gick var Dinamo Zagreb klara för Champions League-gruppspel, medan MFF fick nöja sig med gruppspel i Europa League.
I det Allsvenska seriespelet avslutade MFF med fem raka segrar mot Kalmar FF, BK Häcken, Djurgårdens IF, Syrianska FC och Örebro SK, men blev ändå inte bättre än fyra i Allsvenskan 2011 - nio poäng efter segrande Helsingborgs IF.
I Europa League-gruppspelet lyckades MFF inte gå vidare från sin grupp. Det blev endast en enda poäng till MFF efter oavgjort hemma och bortaförlust mot AZ, samt dubbla förluster mot Austria Wien och Metalist Charkiv. Målgörare i Europa League 2011 för MFF blev Mathias Ranégie, Daniel Larsson och Jiloan Hamad.

## 2012: Tredjeplats i Allsvenskan och ekonomiska problem
Säsongen 2012 blev Rikard Norlings första hela säsong som huvudtränare i Malmö FF. Inför säsongen lämnade spelare som Agon Mehmeti och Jeffrey Aubynn klubben, medan nytillkomna spelare var t.ex. Erik Friberg och Simon Thern. Senare under säsongen tillkom även spelare som Matias Concha och Tokelo Rantie. I augusti såldes Mathias Ranégie till italienska Udinese.
I den allsvenska premiären, som spelades på Swedbank Stadion i Malmö, blev det oavgjort; 0-0, mot Gefle IF. I den följande omgången blev det storförlust med 5-0 på påskafton borta mot BK Häcken. Sedan följde dock tre raka segrar mot Kalmar FF, Djurgårdens IF och Syrianska FC innan det åter blev förlust borta mot IFK Norrköping.
Årets högsta publiksiffra på hemmaplan uppnåddes den 10 maj, då 23 638 åskådare såg MFF besegra Helsingborgs IF  med 3-0.
Under säsongen 2012 framgick det att MFF hade ekonomiska problem, delvis kopplade till höga kostnader för Swedbank Stadion.
I augusti spelade MFF kval till Svenska cupen som hade ändrat format. På bortaplan besegrades Sandvikens IF med 3 - 6 efter förlängning. Gruppspel i Svenska cupen väntade sedan följande vinter.
MFF var involverade i slutstriden om guldet i Allsvenskan 2012, men efter att bl.a. ha förlorat hemma mot IFK Göteborg och bara fått oavgjort hemma mot Örebro SK så missades guldchansen och IF Elfsborg blev Svenska Mästare 2012.
MFF hamnade till slut på tredjeplats i Allsvenskan 2012, vilket innebar att man fick kvala till Europa League säsongen 2013. Under säsongen 2012 gick också Malmö FF om IFK Göteborg i den Allsvenska maratontabellen.

## 2013: Guillermo Molins återkomst, SM-guld och Rikard Norling lämnar
Innan säsongen 2013 lämnade spelare som Daniel Larsson, Wílton Figueiredo och Ulrich Vinzents MFF, medan nytillkomna spelare innan säsongsstart var t.ex. Emil Forsberg, Erik Johansson och Magnus Eriksson. Dessutom avslutade Daniel Andersson sin karriär som aktiv spelare. Till ordinarie lagkapten i Malmö FF för säsongen 2013 utsågs Jiloan Hamad.
Tävlingssäsongen inleddes med gruppspel i Svenska cupen, där MFF besegrade IK Frej och GIF Sundsvall, men efter att ha fått endast oavgjort hemma (1-1) mot Östers IF var det slutspelat i Svenska cupen för säsongen.
I Allsvenskan inledde MFF genom att spela oavgjort (1-1) hemma på Swedbank Stadion mot Halmstads BK, men därefter följde fyra raka segrar mot Åtvidabergs FF, Kalmar FF, AIK och Östers IF. I bortamötet mot IFK Göteborg ledde MFF tills det var endast minuten kvar att spela. IFK Göteborg valde då att ta med målvakten i ett sista anfallsförsök - och lyckades krångla in ett kvitteringsmål. Sedan följde en sämre period med ytterligare oavgjorda möten mot IFK Norrköping, Mjällby AIF och Helsingborgs IF samt förlust mot Djurgårdens IF, men därefter endast två förluster och hela nio vinster under sommarmånaderna juni-juli-augusti.
I juli påbörjade MFF kvalspelet till Europa League genom att i första kvalomgången besegra Drogheda United med 2-0 hemma och spela 0-0 borta. I nästa omgång besegrade MFF Hibernian FC hemma med 2-0, för att sedan vinna med hela 7-0 i bortamötet. Målskyttar för MFF i denna minnesvärda match - en av MFF:s största segrar i Europa i modern tid - blev Magnus Eriksson, Emil Forsberg, Markus Halsti, Miiko Albornoz, Tokelo Rantie, Jiloan Hamad och Simon Kroon.
I den tredje kvalomgången var det dock slutspelat i kvalet till Europa League 2013 för MFF:s del, efter att ha förlorat borta (4-0) och endast fått oavgjort (0-0) hemma mot Swansea City.
I början på september sålde MFF Tokelo Rantie till den engelska Championship-klubben Bournemouth. Övergångssumman ryktades ligga på omkring motsvarande 35 miljoner kronor. Som ersättare hade MFF kort dessförinnan köpt hem Guillermo Molins som närmast kom från Real Betis, dit han hade varit utlånad från Anderlecht.
Under månaderna augusti - november förlorade MFF endast två allsvenska matcher och spelade en oavgjord - övriga tio matcher slutade med seger. 
Malmö FF säkrade sitt 17:e SM-tecken och sin 20:e allsvenska serieseger i seriens näst sista omgång den 17 oktober, genom att bortabesegra IF Elfsborg med 2-0. Båda MFF:s mål gjordes av Guillermo Molins.
I november besegrade MFF åter IFK Göteborg, denna gång med 3-2 i Supercupen. MFF:s mål gjordes av Emil Forsberg (2 mål) och Guillermo Molins (1 mål).
I slutet av november sade Rikard Norling upp sin anställning som tränare i Malmö FF och gick till norska SK Brann.

## 2014: Markus Rosenberg tillbaka i MFF, Åge Hareide ny tränare, gruppspel i Champions League och nytt SM-guld
Inför säsongsstarten 2014 genomgick Malmö FF flera organisationsförändringar. I början av året stod laget fortfarande utan huvudtränare efter Rikard Norlings plötsliga avhopp i november året innan. Till ny sportchef i MFF hade utsetts Daniel Andersson, och denne ledde också lagets första träningar under 2014. Sedan blev det klart att norrmannen Åge Hareide tog över som ny huvudtränare. Till ordinarie lagkapten i MFF säsongen 2014 utsågs Guillermo Molins.
Kända spelare som lämnade MFF inför säsongen var Jiloan Hamad, Ivo Pękalski, Johan Dahlin, Dardan Rexhepi och Erik Friberg. I början av februari, i samband med MFF:s träningsläger i Bradenton i Florida, blev det klart att Markus Rosenberg var tillbaka i MFF efter nästan nio år som utlandsproffs. Till förstemålvakt i MFF säsongen 2014 utsågs Robin Olsen.
Tävlingssäsongen inleddes även detta år med gruppspel i Svenska cupen, där MFF gick vidare till kvartsfinal efter att i gruppspelet ha besegrat Degerfors IF, Ängelholms FF och Hammarby IF. I kvartsfinal besegrades IF Brommapojkarna, men sedan blev det respass ur cupen efter förlust hemma (0-2) mot Helsingborgs IF.
I Allsvenskan inledde MFF med fyra raka segrar, och utan att släppa in ett mål i de första tre omgångarna. Därmed så ledde man Allsvenskan från omgång ett, en ledning som man skulle komma att behålla hela säsongen ut. I bortapremiärmatchen besegrades IFK Göteborg med 3-0 efter två mål av Guillermo Molins och ett mål av Markus Rosenberg.
Inför sommaruppehållet av Allsvenskan hade MFF en betryggande serieledning, och kunde börja fokusera på det stundande kvalet till Champions League. Under sommarens transferfönster lämnade bl.a. Pontus Jansson, Miiko Albornoz och Jasmin Sudić. Dessa ersattes av bland andra Isaac Kiese Thelin, Anton Tinnerholm och Enoch Kofi Adu. De tre sistnämnda etablerade sig alla snabbt i MFF:s startelva.
I samband med en träningsmatch borta mot Partizan Belgrad ådrog Guillermo Molins sin andra svåra korsbandsskada och blev i praktiken borta resten av säsongen. Markus Rosenberg utsågs då till tillförordnad lagkapten.
Kvalspel till Champions League påbörjades den 16 juli hemma på Swedbank Stadion där MFF gick in i kvalspelets andra omgång och mötte de estniska mästarna FK Ventspils. En tillknäppt match som slutade 0-0. I bortamötet vann dock MFF, matchens enda mål gjordes av nyförvärvet Isaac Kiese Thelin.
I nästa omgång mötte MFF tjeckiska Sparta Prag på bortaplan. Efter att ha haft ledningen två gånger om förlorade MFF matchen, efter att ha släppt in tre mål på 19 minuter under den andra halvleken. MFF:s mål i Prag gjordes av Emil Forsberg och Isaac Kiese Thelin. I returmötet på Swedbank Stadion i Malmö tog MFF ledningen i den 35:e minuten efter att Markus Rosenberg frispelats i straffområdet, assisterad av Erik Johansson och Isaac Kiese Thelin. Sedan satte Rosenberg även 2-0 på frispark, efter att Isaac Kiese Thelin blivit fasthållen. MFF höll sedan ut resten av matchen och var vidare till Playoff-omgången.
Där väntade österrikiska mästarna Red Bull Salzburg. Efter att MFF i det första mötet varit rejält pressade på bortaplan och legat under med 0-2 och bud på mer för Salzburg - bland annat räddade Filip Helander en boll på mållinjen - lyckades Emil Forsberg i slutminuten utnyttja ett missförstånd i Salzburgförsvaret och rulla in ett viktigt reduceringsmål. Returen på Swedbank Stadion blev en stor framgång för MFF, då man besegrade Red Bull Salzburg med hela 3-0 - efter ett mål av Magnus Eriksson och två mål av Markus Rosenberg. Därmed var MFF klara för gruppspel i Champions League 2014.
I Allsvenskan säkrade MFF serieseger och ännu ett SM-tecken - klubbens 18:e - genom att med tre omgångar kvar av serien besegra AIK på bortaplan. MFF:s mål gjordes av Isaac Kiese Thelin, Magnus Eriksson och Markus Rosenberg.
I gruppspelet i Champions League blev MFF sist i sin grupp, man lyckades dock besegra Olympiakos på hemmaplan men i övrigt blev det idel förluster; borta mot Olympiakos samt borta- och hemmamötena med Juventus och Atlético Madrid. MFF:s mål i Champions League 2014 gjordes av Markus Rosenberg (3 mål) och Simon Kroon (1 mål).

## 2015: Ännu ett gruppspel i Champions League men bara femteplats i Allsvenskan
Efter ett mycket framgångsrikt 2014 lämnade flera nyckelspelare Malmö FF, t.ex. Isaac Kiese Thelin, Emil Forsberg, Magnus Eriksson, Markus Halsti, Erik Johansson, Filip Helander, Ricardinho, Robin Olsen och Simon Thern. Nytillkomna spelare var bl.a. Jo Inge Berget, Magnus Wolff Eikrem, Andreas Vindheim, Nikola Djurdjic, Vladimir Rodić, Yoshimar Yotun, Felipe Carvalho, Tobias Sana, Oscar Lewicki, Kári Árnason och Johan Wiland.
I februari - mars vann MFF sin grupp i Svenska Cupens inledande gruppspel, efter stabila segrar mot Assyriska FF (3-0), Hudiksvalls FF (0-5) och Jönköpings Södra (4-0). I den följande kvartsfinalen blev det dock stopp efter hemmaförlust (0-1) mot Örebro SK.
MFF inledde Allsvenskan 2015 i månaderna april-maj-juni-juli med att vinna 8 matcher men spelade 6 oavgjorda matcher och förlorade mot BK Häcken, Kalmar FF och IFK Norrköping.
I kvalspelet till Champions League 2015 gick MFF in i den andra kvalomgången och mötte då Žalgiris Vilnius från Litauen. Efter en mållös tillställning på Swedbank Stadion i Malmö vann MFF returmötet som spelades i Vilnius med 1-0, målet gjordes av Anton Tinnerholm.
Sedan väntade ännu ett möte med Red Bull Salzburg, som MFF hade mött - och slagit ut - i kvalspelet till Champions League året dessförinnan. 2015 års dubbelmöte påminde ganska mycket om 2014 års motsvarighet - Salzburg dominerade stort på hemmaplan, pressade ett trängt MFF och vann med 2-0 efter att ha tilldömts en straff i slutet av matchen. Men returen på Swedbank Stadion vanns även denna gång av MFF med 3-0, efter mål av Nikola Djurdjic, Markus Rosenberg och Vladimir Rodić.
I playoff ställdes MFF mot det skotska storlaget Celtic. I det inledande mötet på Celtic Park i Glasgow chockade Celtic genom att ta ledningen med 2-0 under matchens första 10 minuter. Efter detta lyckades MFF reducera till 2-1, och sedan även till 3-2 efter att Celtic dessförinnan gjort 3-1. Båda MFF:s mål gjordes av Jo Inge Berget.
Returmötet vanns dock av MFF med 2-0 efter mål av Markus Rosenberg och Felipe Carvalho. MFF var därmed, för andra året i rad, kvalificerade för gruppspel i Champions League.
I Allsvenskan gick det dock sämre för MFF 2015, och efter att ha blandat och gett under augusti-september-oktober slutade MFF på femte plats, hela 12 poäng efter segrande IFK Norrköping.
I gruppspelet i Champions League blev det åter endast en seger (hemma mot Sjachtar Donetsk med 1-0), och i övrigt förluster - några av dessa (0-5 hemma mot Paris Saint Germain samt 0-4 borta mot Sjachtar Donetsk och 0-8 borta mot Real Madrid) riktiga storförluster. MFF:s enda mål i gruppspelet i Champions League 2015 gjordes av Markus Rosenberg.
I samband med avslutandet av årets Champions League-spel meddelade också Åge Hareide att han lämnade sin post som huvudtränare i Malmö FF, för att istället bli förbundskapten för Danmarks herrlandslag.

## 2016: Allan Kuhn ny tränare, förlust i Svenska cupen-finalen och nytt SM-guld
I januari 2016 presenterade Malmö FF danske Allan Kuhn som ny huvudtränare. Ett oväntat val enligt såväl press som supportrar. Kuhn anställdes med uppdraget att vinna titlar, men förväntades samtidigt utveckla MFF:s spel vidare och göra laget än mer offensivt och spelförande.
Förändringarna i MFF:s spelartrupp var betydligt färre inför säsongen 2016 jämfört med året innan. Noterbara nytillkomna spelare var den isländske anfallaren Vidar Örn Kjartansson och den danske mittfältaren Anders Christiansen. Senare anslöt också den rutinerade backen Behrang Safari och BK Häcken-anfallaren Alexander Jeremejeff.
Tävlingssäsongen 2016 inledde MFF med avancemang i Svenska cupens gruppspel, där IK Sirius, Ängelholms FF och GIF Sundsvall besegrades. Sedan gick man även segrande ur kvarts- och semifinaler mot IFK Norrköping respektive Kalmar FF, och var därmed klara för sin första final i Svenska cupen sedan 1996.
I Allsvenskan vann MFF hemmapremiären mot regerande svenska mästarna IFK Norrköping med 3-1, men därefter följde direkt två raka förluster mot Jönköpings Södra borta och GIF Sundsvall hemma. Allan Kuhn tvingades agera och ompröva lagets taktiska upplägg och därefter följde två knappa segrar mot IF Elfsborg borta och Djurgårdens IF hemma.
Bortamötet mot IFK Göteborg fick avbrytas mot slutet av matchen vid ställningen 0-0, efter att IFK Göteborg-supporters kastat in en s.k. banger på Tobias Sana. Kort därefter sprang även en åskådare in på planen. Matchen återupptogs aldrig, och MFF tilldömdes senare som segrare med 3-0.
I finalen i Svenska cupen, som spelades på Swedbank Stadion i Malmö, tog MFF ledningen med både 1-0 och 2-0, genom Markus Rosenberg och Magnus Wolff Eikrem, men mot slutet av matchen gick finalmotståndaren BK Häcken ikapp och gjorde 2-1 och 2-2. Efter en resultatlös förlängning avgjordes matchen på straffsparksläggning, där BK Häcken missade en straff men MFF missade två. Därmed gick cuptiteln och även chansen att få kvala till Europa League 2016, förlorad för MFF.
I Allsvenskan gick det desto bättre för MFF under vår- och sommarmånaderna maj-juni-juli-augusti med 10 segrar, 3 oavgjorda matcher och endast en förlust. Under sommarens transferfönster sålde dock MFF skyttekungen Vidar Örn Kjartansson till israeliska Maccabi Tel Aviv samtidigt som trotjänaren och klubbikonen Guillermo Molins lämnade MFF efter att hans kontrakt gått ut.
Trots detta lyckades MFF den 16 oktober bortabesegra en av sina svåraste topprivaler för året, IFK Norrköping, med 2-1. MFF:s mål gjordes av Kari Arnason på hörna och av Alexander Jeremejeff på nick efter förarbete av Yoshimar Yotun.
Efter denna tunga bortaseger lyckades MFF ta hem slutstriden i Allsvenskan 2016 redan två omgångar före slutet. I bortamötet mot Falkenbergs FF vann man med 3-0 efter mål av Jo Inge Berget, Mattias Svanberg och Alexander Jeremejeff. Med en säkrad 19:e Svensk Mästartitel gick MFF därmed om IFK Göteborg som Sveriges "Mesta Mästare".
I november meddelade Malmö FF - återigen oväntat enligt såväl press som supportrar - att man sade upp Allan Kuhns anställning som huvudtränare efter endast en säsong.

## 2017: Magnus Pehrsson tar över som tränare, nytt SM-guld men miss i Champions League-kvalet
Magnus Pehrsson, tidigare tränare för bl.a. Djurgårdens IF, danska AaB och Estlands landslag, tog över som Malmö FF:s huvudtränare från och med den 1 december 2016. Pehrsson hade ryktats vara på väg till MFF redan ett år tidigare.
Spelare som lämnade MFF innan säsongsstart var bl.a. Enoch Kofi Adu och Kari Arnason, nytillkommen var danske Lasse Nielsen som närmast kom från belgiska KAA Gent.
Då MFF hade förlorat mot Landskrona BoIS i Svenska cupens andra omgång året innan var MFF redan utslagna ur turneringen och spelade inga tävlingsmatcher under vintern 2017.
Premiären i Allsvenskan spelades borta mot IFK Göteborg inför storpublik på Nya Ullevi. Matchen slutade oavgjort, 1-1, men sedan följde 6 segrar och 2 oavgjorda matcher innan MFF åkte på årets första förlust hemma mot IFK Norrköping. Sedan följde dock ytterligare 8 segrar och endast en oavgjord match innan det åter blev förlust, även denna hemma mot AFC Eskilstuna.
Under sommarens transferfönster lämnade bl.a. Tobias Sana, Pa Konate, Johan Wiland, Yoshimar Yotun och Pawel Cibicki. Nyinkomna spelare var t.ex. Kingsley Sarfo, Johan Dahlin, Bonke Innocent och Carlos Strandberg.
I kvalet till Champions League gick MFF in i den andra kvalomgången och mötte Vardar från Makedonien. Vardar tog ledningen med 1-0 på Swedbank Stadion innan Franz Brorsson kunde kvittera för MFF. I returmötet tog MFF ledningen på straff av Markus Rosenberg men sedan vände Vardar matchen och gjorde 3 mål, varpå MFF var utslagna och missade chansen till gruppspel i Champions League 2017.
I Allsvenskan hade MFF haft en betryggande serieledning under en längre period, när spelet började halta och man endast fick oavgjort hemma mot IFK Göteborg och dessutom förlorade borta mot Örebro SK. Efter detta tog man dock tre stabila hemmasegrar mot Hammarby IF (4-0), IF Elfsborg (6-0) och Halmstads BK (2-0) och spelade oavgjort borta mot Östersunds FK (2-2 efter att Johan Dahlin räddat en straff i slutminuten).
Malmö FF avgjorde Allsvenskan 2017 genom den 16 oktober besegra IFK Norrköping på bortaplan. MFF:s mål gjordes av Carlos Strandberg, Lasse Nielsen och Anders Christiansen. I och med detta säkrade MFF sin 20:e Mästartitel. MFF vann till slut serien med 7 poängs marginal ner till tvåan AIK och firandet skedde hemma på Swedbank Stadion efter att den sista omgången spelats klart. Hedersgäster vid firandet var flera gamla storspelare i MFF, däribland Zlatan Ibrahimović.

## 2018: Förlust i finalen av Svenska cupen, Uwe Rösler ersätter Magnus Pehrsson och vidare från Europa League-gruppspel
Inför säsongen 2018 lämnade tongivande spelare som Jo Inge Berget, Felipe Carvalho, Anders Christiansen, Magnus Wolff Eikrem, Erdal Rakip och Anton Tinnerholm MFF. Ersatte gjorde bland andra Fouad Bachirou, Egzon Binaku, Eric Larsson, Søren Rieks och Arnór Ingvi Traustason.
I årets inledande tävlingsmatcher i Svenska cupen gick MFF åter till final efter att först i gruppspelet ha besegrat IF Brommapojkarna, Dalkurd FF och Gefle IF, och sedan i kvarts- respektive semifinal besegrat IFK Göteborg och Östersunds FK.
Finalen av Svenska cupen 2017/2018 spelade MFF på bortaplan mot Djurgårdens IF, som relativt enkelt vann matchen med 3–0. Ännu en cuptitel gick därmed förlorad för MFF. I matchens slutskede fick spelet tillfälligt avbrytas sedan besvikna MFF-fans överträtt avspärrningarna nedanför läktaren och betett sig hotfullt mot supporterpoliser och funktionärer.
Efter finalförlusten i Svenska cupen kombinerat med en dålig start i Allsvenskan 2018 med fyra förluster och två oavgjorda matcher på 9 omgångar, valde MFF efter bortaförlusten mot Trelleborgs FF att säga upp Magnus Pehrssons anställning som huvudtränare. Sportchefen Daniel Andersson tog tillfälligt över tränaransvaret.
Under sommarens transferfönster sålde MFF Mattias Svanberg till italienska Bologna och Alexander Jeremejeff gick tillbaka till BK Häcken. Dessa ersattes med bland andra Anders Christiansen (som lämnat MFF så sent som ett halvår tidigare), Marcus Antonsson, Romain Gall och Guillermo Molins.
I början av juni blev också tyske Uwe Rösler klar som ny huvudtränare i Malmö FF.  Rösler ändrade MFF:s taktiska disposition till en 3/5/2-uppställning, där löpstarka spelare som Søren Rieks, Eric Larsson, Egzon Binaku och Andreas Vindheim fick ta ett stort ansvar både offensivt och defensivt i nya roller som vingbackar. Taktiken föll väl ut, och under Röslers ledarskap förlorade MFF inte en enda tävlingsmatch under sommarmånaderna, inkluderat såväl spel i Allsvenskan som kval till Europaspel.
I kvalet till Champions League 2018/2019 besegrade MFF i den första kvalomgången relativt enkelt Drita från Kosovo med 5–0 totalt. Sedan väntade svårare motstånd i form av rumänska Cluj. En oväntad seger på bortaplan (0-1 efter MFF-mål av Carlos Strandberg) följdes upp med 1–1 hemma på Stadion efter MFF-mål av Arnór Ingvi Traustason. MFF var därmed vidare till kvalomgång 3.
Det följande dubbelmötet med det ungerska mästarlaget Vidi började med en oavgjord match på hemmaplan, 1–1. Returen på bortaplan slutade 0–0 och MFF var därmed utslagna ur Champions League-kvalet 2018 enligt bortamålsregeln. 
MFF fick dock en ny chans till gruppspel i Europa i form av playoff till Europa League, där man ställdes mot danska mästarlaget FC Midtjylland. I det första mötet på hemmaplan fick dock MFF endast oavgjort, 2–2, efter att länge haft ledningen med 2–0 och dessutom haft flera bud på ett tredje mål. MFF:s mål gjordes av Markus Rosenberg och Marcus Antonsson. Returmötet i Herning i Danmark vanns dock övertygande av MFF med 0–2 - återigen efter mål av Marcus Antonsson och Markus Rosenberg. MFF var därmed klara för gruppspel i Europa League 2018. I gruppspelet lottades man mot turkiska Beşiktaş, belgiska Genk och norska Sarpsborg 08.
I den första matchen i gruppspelet i Europa League, borta mot Genk, vann det belgiska laget övertygande med 2–0, sedan MFF inte fått till mycket av organiserat anfallsspel mot ett snabbt, rörligt och bollskickligt hemmalag.
Hemmamötet mot det turkiska storlaget Beşiktaş vanns dock överraskande av MFF med 2–0. Först gjorde Andreas Vindheim 1–0 ur snäv vinkel där bollen touchade en motståndare, sedan satte Markus Rosenberg 2–0 på straff efter att Andreas Vindheim blivit fälld.
Dubbelmötena mot Sarpsborg 08 präglades av ett relativt jämnt och kampfyllt spel, där båda matcherna slutade 1–1. MFF:s mål i dessa matcher gjordes av Andreas Vindheim (bortamötet) och Marcus Antonsson (hemmamötet).
Torsdagen den 11 oktober meddelades det att Labinot Harbuzi, tidigare mångårig spelare i MFF, hade avlidit i en ålder av 32 år.
I Allsvenskan 2018 slutade MFF till slut på en tredjeplats, efter att ha legat på en tiondeplats när Uwe Rösler tog över tränarjobbet under sommaren. Detta innebar att MFF kvalificerade sig för kval till Europa League även år 2019.
Hemmamötet i Europa League mot Genk liknade till en början bortamötet, där gästerna höll ett högt bolltempo mot ett trängt MFF som hade svårt att skapa målchanser. Genk gjorde såväl 0–1 som 0–2, innan MFF kunde reducera genom Oscar Lewicki och sedan även kvittera till slutresultatet 2–2 genom Marcus Antonsson.
Fredagen den 7 december meddelades det att Håkan Jeppsson, ordförande i MFF sedan år 2010, hastigt hade avlidit i en ålder av 57 år.
I december spelades den sista gruppspelsmatchen borta mot Beşiktaş. Efter att hemmalaget dominerat under matchens inledning, med såväl stolp- som ribbträffar, kom MFF gradvis in i matchen och började skapa chanser genom bl.a. Søren Rieks och Rasmus Bengtsson. I matchminut 51 gjorde sedan MFF matchens enda mål genom Marcus Antonsson efter förarbete av Fouad Bachirou och Markus Rosenberg. Kort därefter fick det turkiska hemmalaget storstjärnan Ricardo Quaresma utvisad, och med en man mer på planen lyckades MFF med visst besvär försvara ledningen matchen ut. Därmed slutade man tvåa i gruppspelet och var kvalificerade för sextondelsfinal i Europa League i februari 2019, där man lottades att möta Chelsea.

## 2019: Andraplats i Allsvenskan, vidare från Europa League-gruppspel och Uwe Rösler lämnar
Malmö FF inledde tävlingsåret 2019 redan i mitten på februari med sextondelsfinal i Europa League mot Chelsea. I hemmamötet tog gästerna från Premier League ledningen med 2-0 innan Anders Christiansen kunde reducera för MFF i matchens slutskede, på en passning från Markus Rosenberg. Returmötet i London vanns dock klart av Chelsea med 3-0 och därmed var MFF utslagna ur Europaspelet för denna gång.
I Svenska cupen 2018/2019 besegrade MFF Falkenbergs FF och Degerfors IF i gruppspelet, men efter förlust mot Östers IF missade man slutspelet och var utslagna.
I Allsvenskan 2019 inledde man med flera segrar under april och maj, för att sedan tappa i toppstriden genom ett antal oavgjorda matcher under sommarmånaderna. Sedan följde huvudsakligen segrar med undantag för förluster mot Djurgårdens IF och Hammarby IF. I slutomgången hade MFF guldchans och besegrade Örebro SK på bortaplan med hela 5-0, men i sitt bortamöte med IFK Norrköping klarade Djurgårdens IF oavgjort efter ett sent mål och vann därmed SM-guld.
I kvalet till Europa League besegrades Ballymena United, Domžale, Zrinjski Mostar och Bnei Yehuda Tel Aviv, varpå Malmö FF var klara för gruppspel i Europa League för andra året i rad.
Gruppspelet inleddes borta mot Dynamo Kiev, där MFF höll nollan fram till den 84:e minuten då Dynamo Kiev avgjorde med matchens enda mål.
Hemmamötet mot FC Köpenhamn slutade 1-1 där MFF:s mål gjordes av Markus Rosenberg. Sedan följde den första segern (2-1) i gruppspelet hemma mot schweiziska Lugano. MFF:s mål gjordes av Jo Inge Berget och Guillermo Molins. Bortamötet med Lugano slutade 0-0.
Hemmamatchen mot Dynamo Kiev den 28 november kom att bli Markus Rosenbergs sista hemmamatch som aktiv spelare, och han hyllades före matchstart med ett stort tifo. Matchen blev en målrik historia där Rasmus Bengtsson, Markus Rosenberg och Erdal Rakip gjorde mål för MFF men Dynamo Kiev svarade hela tiden och gjorde 1-1, 2-1 och 3-3. Matchen kom sedan att få en tilläggstid på hela 6 minuter, och i den sista förlängningsminuten hittade en passning från Jo Inge Berget fram till Markus Rosenberg som styrde in 4-3 vilket blev matchens slutresultat. Rosenberg firade målet genom att springa upp till fansen på läktaren.
I den sista gruppspelsmatchen besegrades FC Köpenhamn på Parken efter en tilltrasslad situation där Arnór Ingvi Traustason sköt ett skott som tog på en FCK-back och in i mål. I och med denna seger tog MFF hem förstaplatsen i sin grupp och lottades att i sextondelsfinal möta tyska Wolfsburg i februari 2020.
Dagen efter segern mot FC Köpenhamn meddelades det att Uwe Rösler lämnar sin post som huvudtränare i Malmö FF. Han ersattes av Jon Dahl Tomasson.

## 2020: Förlust i Svenska cupen-finalen, utslagna i Europakvalet men nytt SM-guld
Liksom fjolåret inledde Malmö FF säsongen med sextondelsfinal i Europa League - detta år mot Bundesligalaget Wolfsburg. MFF tog ledningen på straff genom Isaac Kiese Thelin i det inledande bortamötet, men sedan vände Wolfsburg matchen och vann till slut med 2-1. I returen på Eleda Stadion tog tyskarna ledningen efter ett misstänkt offside-mål som domaren dock godkände efter VAR-granskning. Matchen slutade sedan 3-0 till Wolfsburg och MFF var därmed utslagna ur Europa League 2019/2020.
I gruppspelet i Svenska cupen 2019/2020 vann MFF möten mot Syrianska FC, FK Karlskrona och AFC Eskilstuna under februari-mars innan tävlingen fick skjutas upp på grund av coronaviruspandemin.
Även den Allsvenska premiären 2020 blev fördröjd på grund av coronaviruspandemin och kom igång först i mitten av juni, utan publik. MFF inledde med premiärseger hemma mot Mjällby AIF men sedan följde en sämre period med flera oavgjorda matcher mot bland annat BK Häcken, Varbergs BoIS och AIK, samtidigt som IFK Norrköping vann många matcher i följd och tog ledningen i serien med stor marginal.
Slutspelet i Svenska cupen kom också igång mot slut av juni, och MFF besegrade AIK och Mjällby AIF i kvarts- respektive semifinal. I finalen, som spelades borta mot IFK Göteborg, ledde MFF matchen med 1-0 fram till matchminut 86 då IFK Göteborg kvitterade. I förlängningen avgjorde sedan IFK Göteborg genom att göra 2-1, och MFF upplevde därmed sin tredje förlust i en Svenska Cupen-final på de senaste fem åren - och hade ännu inte lyckats vinna Svenska cupen sedan 1989.
I Allsvenskan började det dock gå bättre, och under juli-augusti radade man upp segrar och gick ikapp - och förbi IFK Norrköping i toppen av tabellen.
I kvalet till Europa League 2020/2021 besegrades Cracovia, Budapest Honvéd och Lokomotiva Zagreb innan MFF blev utslagna i playoff-matchen mot spanska Granada.
Malmö FF säkrade serieseger i Allsvenskan 2020 - och sitt 21:a SM-guld - den 8 november (tre omgångar före slutet) genom att besegra IK Sirius med 4-0.

## 2021: Champions League-gruppspel och försvarat SM-guld
Inför säsongen 2021 var de direkta spelarförlusterna i Malmö FF relativt få - däremot lånades spelare som Romain Gall och Marcus Antonsson ut, till Örebro SK respektive Halmstads BK. Nya i truppen inför säsongen var bl.a. Veljko Birmančević och Antonio Čolak (lån).
MFF missade slutspelet i Svenska cupen 2020/2021 efter att ha besegrat Halmstads BK men förlorat mot både Gais och Västerås SK och därmed endast ha nått en tredjeplats i sin grupp.
Trots coronaviruspandemin kom seriespelet i Allsvenskan igång som planerat i april månad - dock fortfarande utan publik. MFF inledde bra och gick till sommaruppehåll med 6 segrar, 2 oavgjorda matcher och en förlust.
Under sommaruppehållet skedde ytterligare förändringar i truppen - Pavle Vagic såldes till norska Rosenborg BK och Amin Sarr lånades ut till Mjällby AIF. In i truppen kom Malik Abubakari, Niklas Moisander, Sergio Peña och Ismael Diawara.
MFF inledde under sommaren kvalspel till Champions League 2021/2022 genom att knappt besegra Riga och HJK. Sedan väntade ett dubbelmöte mot skotska Rangers. Efter att ha länge ha lett med 2-0 (efter mål av Søren Rieks och Veljko Birmančević) i det inledande hemmamötet på Eleda Stadion i Malmö reducerade Rangers på tilläggstid, och i returmötet tog Rangers tidigt ledningen med 1-0. Strax innan halvtid fick MFF dessutom Bonke Innocent utvisad efter två gula kort. I andra halvlek kunde dock MFF vända matchen till seger med 2-1 efter två snabba mål av Antonio Čolak. MFF var därmed vidare till playoff-spel efter 4-2 totalt.
I playoff vann MFF hemmamötet mot bulgariska Ludogorets Razgrad med 2-0 efter mål av Veljko Birmančević och Jo Inge Berget. I returmatchen tog Ludogorets tidigt ledningen i den 10:e minuten varpå MFF reducerade genom Veljko Birmančević i den 42:a minuten. Ludogorets gjorde sedan 2-1 på straff i den 60:e minuten men MFF lyckades sedan hålla emot resten av matchen och stod till slut som segrare med totalt 3-2 - och var därmed klara för gruppspel i Champions League 2021/2022.
I gruppspelet hamnade MFF i samma grupp som Chelsea, Juventus och Zenit Sankt Petersburg. MFF kom sist i sin grupp efter att ha förlorat samtliga matcher utom hemmamötet mot Zenit Sankt Petersburg där man nådde oavgjort, 1-1. MFF:s enda mål i Champions League 2021/2022 gjordes av Søren Rieks. Ekonomiskt blev dock gruppspelet mycket lönsamt för Malmö FF då man beräknades erhålla ca. 170 miljoner kronor i premier från Uefa för att ha kvalificerat sig för gruppspelet.
När Allsvenskan återupptogs efter sommaruppehållet inledde MFF återigen bra men började sedan tappa mark mot toppkonkurrenterna genom ett antal oavgjorda matcher samt förluster mot IFK Göteborg, Hammarby IF och Mjällby AIF. Truppen hade också, på grund av ett tätt spelschema och hårt matchande, drabbats av ett stort antal skador. I seriens sista omgång spelade dock MFF oavgjort hemma mot Halmstads BK vilket innebar samma antal slutpoäng men bättre målskillnad än andraplacerade AIK - och MFF blev därmed seriesegrare och försvarade 2020 års SM-guld.
Den 30 december meddelades det att Jon Dahl Tomasson lämnade sin tjänst som huvudtränare i Malmö FF efter två säsonger.

## 2022: Vinst i Svenska cupen och Europa League-gruppspel men bara sjundeplats i Allsvenskan
Efter säsongen 2021 lämnade spelare som Marcus Antonsson, Franz Brorsson, Bonke Innocent, Anel Ahmedhodžić och Antonio Čolak MFF. Nytillkomna spelare inför säsongen 2022 var bl.a. Matěj Chaluš, Dennis Hadžikadunić och Isaac Kiese Thelin.
Den 7 januari 2022 presenterades Milos Milojevic som ny huvudtränare i Malmö FF. Därefter inledde laget säsongen genom att vinna sin grupp i Svenska cupen och sedan gå till final efter att ha besegrat AIK och Djurgårdens IF i slutspelet.
I Allsvenskan inledde MFF med 4 segrar och en oavgjord match i de första 5 omgångarna. I finalen av Svenska cupen tog MFF sitt första cupguld sedan år 1989 genom att besegra Hammarby IF, en match som fick avgöras på straffar vid 0-0 efter full tid och förlängning. I straffläggningen missade MFF en straff medan Ismael Diawara räddade 2 straffar.
Under sommarens transferfönster lämnade Veljko Birmančević MFF. Nytillkomna spelare var bl.a. Mahamé Siby, Moustafa Zeidan, Joseph Ceesay och Mohamed Buya Turay.
Under den fortsatta våren och sommaren tappade MFF mark i Allsvenskan och förlorade flera matcher, och efter att dessutom ha åkt ur kvalet till UEFA Champions League redan i den andra omgången mot litauiska Žalgiris Vilnius valde MFF att säga upp Milos Milojevics anställning och sportchefen Andreas Georgson tog tillfälligt över ansvaret som huvudtränare.
I kvalet till Europa League gick det bättre och MFF blev klara för gruppspel efter att ha besegrat turkiska Sivasspor i playoff. I gruppspelet ställdes MFF mot Union Saint-Gilloise, Union Berlin och Braga.
I september tog Åge Hareide tillfälligt över rollen som huvudtränare i Malmö FF.
I Europa Leagues gruppspel kom MFF sist i sin grupp med 0 poäng. MFF:s mål i Europa League 2022/2023 gjordes av Joseph Ceesay, Isaac Kiese Thelin och Patriot Sejdiu.
Även i Allsvenskan tappade MFF fortsatt mark och slutade till sist på en 7:e plats, 18 poäng efter segrande BK Häcken. Detta blev Malmö FF:s sämsta ligaplacering sedan år 2009.
Mot slutet av säsongen meddelades det också att Åge Hareide inte fortsätter som huvudtränare efter att hans tillfälliga kontrakt går ut, att Erdal Rakip och Romain Gall lämnar MFF efter utgångna kontrakt och att Ola Toivonen slutar med fotboll på elitnivå.

## 2023: Henrik Rydström ny tränare, Pontus Jansson tillbaka i MFF, SM-guld
Inför säsongen 2023 anställdes Henrik Rydström som ny huvudtränare i Malmö FF. Rydström uppgavs ha varit aktuell för jobbet tidigare, men då enligt egen uppgift tackat nej.
Några av de nya spelare som anslöt inför säsongen var Anton Tinnerholm, Derek Cornelius, Taha Ali, Gabriel Busanello och Stefano Vecchia.
I Svenska cupen besegrades Degerfors IF, Skövde AIK och IFK Luleå i gruppspelet innan man slogs ut i kvartsfinal mot Djurgårdens IF.
I Allsvenskan inledde MFF med åtta raka segrar, innan en något sämre period följde med en del oavgjorda resultat och förluster.
Under våren och sommaren drabbades laget av flera skador - Anders Christiansen fick hjärtproblem och blev borta från spel resten av säsongen, samtidigt som Anton Tinnerholm gick långtidsskadad och Stefano Vecchia blev sjuk under en längre period.
Redan i april hade det dock offentliggjorts att Pontus Jansson skulle återvända till MFF under sommaren efter 9 år som utlandsproffs. Andra nya spelare som tillkom under sommaren var Otto Rosengren, Sebastian Jørgensen, Lasse Berg Johnsen och Oliver Berg.
I juni tillkännagavs det också att MFF sålde Hugo Larsson till Eintracht Frankfurt för vad som uppgavs vara en rekordsumma på omkring 132 miljoner kronor.
I den sista omgången av Allsvenskan den 12 november tog MFF sitt 23:e SM-guld genom att på hemmaplan besegra IF Elfsborg med 1-0.
Säsongen 2023 blev också Isaac Kiese Thelin Allsvensk skytteligavinnare för Malmö FF med 16 mål - föreningens första skyttekung på många år. Hemmapublikssnittet för året hamnade på 20 075 personer - det bästa publiksnittet i Malmö FF:s historia.

## 2024: Vinst i Svenska cupen, Europa League-spel och försvarat SM-Guld
Säsongen 2024 inleddes turbulent då flera supporterföreningar uppmanade till bojkott på den traditionsenliga premiärträningen. Detta efter att MFF krävt publiken att lösa biljetter, med hänvisning till bl.a förhöjt terrorläge och risk för bengalbränning.
I slutet av januari fick Anders Christiansen sin comeback i säsongens första träningsmatch mot danska Silkeborg IF efter fjolårets hjärtstillestånd.
I januari presenterades säsongens första nyförvärv: Jens Stryger och Erik Botheim.
I februari under ett träningsläger i Spanien tränar lagets yngsta spelare endast iklädda kalsonger och GPS-väst, en slags inkilning. Detta leder till en mindre nationell debatt om pennalism inom sportvärlden.
Den 30 mars inleddes fotbollsallsvenskan för Malmö FF:s del med en 5–1 vinst mot IFK Norrköping. MFF vann de sex inledande omgångarna. Årets hemmapremiär mot Hammarby IF (2–0) präglades av stök; både inför och efter matchen inträffade flera incidenter mellan supportrar och polis. Anklagelser om oprovocerat våld riktades mot ordningsmakten.
Under årets första månader vinner MFF sin grupp i svenska cupen följt av vinst i både kvartsfinal och semifinal mot IFK Norrköping respektive Halmstads BK. Finalen spelades på Eleda Stadion den 1 maj mot Djurgårdens IF där Malmö FF vinner på straffar. Matchhjälte blev Johan Dahlin som räddade två straffar. Detta blev klubbens sextonde cuptitel.
Under våren hyllades supportrarnas storslagna tifon, bl.a Bosse Larssons hyllningstifo.
I slutet av maj drabbades MFF av säsongens största skandal: lagkaptenen Pontus Jansson förekom i en förundersökning där ett flertal huliganer misstänks för brott. Detta ledde till en internutredning där Jansson blev av med kaptensbindeln och stängdes av från spel i en match. Jansson, som i media anklagades för bl.a antisemitism, JO-anmälde händelsen då det visade sig att det offentliggjorda materialet inte var komplett.
Under sommaren inleddes säsongens europaspel, med vinst i dubbelmötet mot färöiska KÍ. Därefter spelades 2–2 hemma mot PAOK. I returmatchen i Thessaloniki kvitterade Nils Zätterström i slutminuterna, och assisterade Anders Christiansen till ledningsmålet i förlängningen. I sista kvalrundan för Champions League förlorade man mot tjeckiska Sparta Prag med 0–4 totalt. Detta innebar dock spel i Europa League. Där förlorade man sina två första hemmamatcher, mot Rangers (0–2) och Olympiakos (0–1). Ligans första vinst tog man borta efter en vändning mot Qarabağ (2–1).
Under sommaren såldes Derek Cornelius till Marseille vilket blev allsvenskans åttonde dåvarande dyraste försäljning genom tiderna. Dessutom säljs Sebastian Nanasi till Strasbourg för allsvensk rekordsumma. In kom Colin Rösler och Sead Hakšabanović, klubbens dyraste värvning genom tiderna.
Den 28 oktober säkrades klubbens 27:e allsvenska serieseger och 24:e SM-guld inför ett fullsatt Eleda Stadion. Efter underläge mot IFK Göteborg vände och vann Malmö FF efter mål av Taha Ali och Hugo Bolin.

## Tabellplaceringar

### Allsvenskan
| Allsvensk placering sedan 1986 | Allsvensk placering sedan 1986 | Allsvensk placering sedan 1986 | Allsvensk placering sedan 1986 | Allsvensk placering sedan 1986 | Allsvensk placering sedan 1986 | Allsvensk placering sedan 1986 | Allsvensk placering sedan 1986 | Allsvensk placering sedan 1986 | Allsvensk placering sedan 1986 | Allsvensk placering sedan 1986 | Allsvensk placering sedan 1986 | Allsvensk placering sedan 1986 | Allsvensk placering sedan 1986 | Allsvensk placering sedan 1986 | Allsvensk placering sedan 1986 | Allsvensk placering sedan 1986 | Allsvensk placering sedan 1986 | Allsvensk placering sedan 1986 | Allsvensk placering sedan 1986 | Allsvensk placering sedan 1986 | Allsvensk placering sedan 1986 | Allsvensk placering sedan 1986 | Allsvensk placering sedan 1986 | Allsvensk placering sedan 1986 | Allsvensk placering sedan 1986 | Allsvensk placering sedan 1986 | Allsvensk placering sedan 1986 | Allsvensk placering sedan 1986 | Allsvensk placering sedan 1986 | Allsvensk placering sedan 1986 | Allsvensk placering sedan 1986 | Allsvensk placering sedan 1986 | Allsvensk placering sedan 1986 | Allsvensk placering sedan 1986 | Allsvensk placering sedan 1986 | Allsvensk placering sedan 1986 | Allsvensk placering sedan 1986 | Allsvensk placering sedan 1986 |      |  |
| Plats                          | 1986                           | 1987                           | 1988                           | 1989                           | 1990                           | 1991                           | 1992                           | 1993                           | 1994                           | 1995                           | 1996                           | 1997                           | 1998                           | 1999                           | 2000                           | 2001                           | 2002                           | 2003                           | 2004                           | 2005                           | 2006                           | 2007                           | 2008                           | 2009                           | 2010                           | 2011                           | 2012                           | 2013                           | 2014                           | 2015                           | 2016                           | 2017                           | 2018                           | 2019                           | 2020                           | 2021                           | 2022                           | 2023                           | 2024 |  |
| ------------------------------ | ------------------------------ | ------------------------------ | ------------------------------ | ------------------------------ | ------------------------------ | ------------------------------ | ------------------------------ | ------------------------------ | ------------------------------ | ------------------------------ | ------------------------------ | ------------------------------ | ------------------------------ | ------------------------------ | ------------------------------ | ------------------------------ | ------------------------------ | ------------------------------ | ------------------------------ | ------------------------------ | ------------------------------ | ------------------------------ | ------------------------------ | ------------------------------ | ------------------------------ | ------------------------------ | ------------------------------ | ------------------------------ | ------------------------------ | ------------------------------ | ------------------------------ | ------------------------------ | ------------------------------ | ------------------------------ | ------------------------------ | ------------------------------ | ------------------------------ | ------------------------------ | ---- |  |
| 1                              | MFF                            | MFF*                           | MFF                            | MFF*                           |                                |                                |                                |                                |                                |                                |                                |                                |                                |                                |                                |                                |                                |                                | MFF                            |                                |                                |                                |                                |                                | MFF                            |                                |                                | MFF                            | MFF                            |                                | MFF                            | MFF                            |                                |                                | MFF                            | MFF                            |                                | MFF                            | MFF  |  |
| 2                              |                                |                                |                                |                                |                                |                                |                                |                                |                                |                                | MFF                            |                                |                                |                                |                                |                                | MFF                            |                                |                                |                                |                                |                                |                                |                                |                                |                                |                                |                                |                                |                                |                                |                                |                                | MFF                            |                                |                                |                                |                                |      |  |
| 3                              |                                |                                |                                |                                |                                | MFF                            |                                |                                | MFF                            |                                |                                | MFF                            |                                |                                |                                |                                |                                | MFF                            |                                |                                |                                |                                |                                |                                |                                |                                | MFF                            |                                |                                |                                |                                |                                | MFF                            |                                |                                |                                |                                |                                |      |  |
| 4                              |                                |                                |                                |                                |                                |                                |                                |                                |                                | MFF                            |                                |                                |                                |                                |                                |                                |                                |                                |                                |                                |                                |                                |                                |                                |                                | MFF                            |                                |                                |                                |                                |                                |                                |                                |                                |                                |                                |                                |                                |      |  |
| 5                              |                                |                                |                                |                                |                                |                                | MFF                            |                                |                                |                                |                                |                                |                                |                                |                                |                                |                                |                                |                                | MFF                            |                                |                                |                                |                                |                                |                                |                                |                                |                                | MFF                            |                                |                                |                                |                                |                                |                                |                                |                                |      |  |
| 6                              |                                |                                |                                |                                | MFF                            |                                |                                |                                |                                |                                |                                |                                |                                |                                |                                |                                |                                |                                |                                |                                |                                |                                | MFF                            |                                |                                |                                |                                |                                |                                |                                |                                |                                |                                |                                |                                |                                |                                |                                |      |  |
| 7                              |                                |                                |                                |                                |                                |                                |                                |                                |                                |                                |                                |                                |                                |                                |                                |                                |                                |                                |                                |                                | MFF                            |                                |                                | MFF                            |                                |                                |                                |                                |                                |                                |                                |                                |                                |                                |                                |                                | MFF                            |                                |      |  |
| 8                              |                                |                                |                                |                                |                                |                                |                                |                                |                                |                                |                                |                                |                                |                                |                                |                                |                                |                                |                                |                                |                                |                                |                                |                                |                                |                                |                                |                                |                                |                                |                                |                                |                                |                                |                                |                                |                                |                                |      |  |
| 9                              |                                |                                |                                |                                |                                |                                |                                |                                |                                |                                |                                |                                | MFF                            |                                |                                | MFF                            |                                |                                |                                |                                |                                | MFF                            |                                |                                |                                |                                |                                |                                |                                |                                |                                |                                |                                |                                |                                |                                |                                |                                |      |  |
| 10                             |                                |                                |                                |                                |                                |                                |                                | MFF                            |                                |                                |                                |                                |                                |                                |                                |                                |                                |                                |                                |                                |                                |                                |                                |                                |                                |                                |                                |                                |                                |                                |                                |                                |                                |                                |                                |                                |                                |                                |      |  |
| 11                             |                                |                                |                                |                                |                                |                                |                                |                                |                                |                                |                                |                                |                                |                                |                                |                                |                                |                                |                                |                                |                                |                                |                                |                                |                                |                                |                                |                                |                                |                                |                                |                                |                                |                                |                                |                                |                                |                                |      |  |
| 12                             |                                |                                |                                |                                |                                |                                |                                |                                |                                |                                |                                |                                |                                |                                |                                |                                |                                |                                |                                |                                |                                |                                |                                |                                |                                |                                |                                |                                |                                |                                |                                |                                |                                |                                |                                |                                |                                |                                |      |  |
| 13                             |                                |                                |                                |                                |                                |                                |                                |                                |                                |                                |                                |                                |                                | MFF                            |                                |                                |                                |                                |                                |                                |                                |                                |                                |                                |                                |                                |                                |                                |                                |                                |                                |                                |                                |                                |                                |                                |                                |                                |      |  |
| 14                             |                                |                                |                                |                                |                                |                                |                                |                                |                                |                                |                                |                                |                                |                                |                                |                                |                                |                                |                                |                                |                                |                                |                                |                                |                                |                                |                                |                                |                                |                                |                                |                                |                                |                                |                                |                                |                                |                                |      |  |
| 15                             |                                |                                |                                |                                |                                |                                |                                |                                |                                |                                |                                |                                |                                |                                |                                |                                |                                |                                |                                |                                |                                |                                |                                |                                |                                |                                |                                |                                |                                |                                |                                |                                |                                |                                |                                |                                |                                |                                |      |  |
| 16                             |                                |                                |                                |                                |                                |                                |                                |                                |                                |                                |                                |                                |                                |                                |                                |                                |                                |                                |                                |                                |                                |                                |                                |                                |                                |                                |                                |                                |                                |                                |                                |                                |                                |                                |                                |                                |                                |                                |      |  |
| -                              |                                |                                |                                |                                |                                |                                |                                |                                |                                |                                |                                |                                |                                |                                | S1                             |                                |                                |                                |                                |                                |                                |                                |                                |                                |                                |                                |                                |                                |                                |                                |                                |                                |                                |                                |                                |                                |                                |                                |      |  |

- 1987 och 1989 blev Malmö FF seriesegrare i Allsvenskan, men förlorade i finalen i SM-slutspelet.